# Allan Andrade Elias
Allan Andrade Elias (Florianópolis, 19 aprile 2004) è un calciatore brasiliano, centrocampista del Palmeiras.

## Carriera
Ha iniziato a giocare a calcio nel settore giovanile della Figueirense, per poi passare al Palmeiras nel 2019. Ad inizio 2025 è stato promosso in prima squadra, dove ha debuttato il 16 gennaio nell'incontro del campionato paulista vinto 2-0 contro il Portuguesa. Il 23 febbraio 2025 ha segnato il suo primo gol in carriera in competizioni professionistiche fissando il punteggio sul 3-2 per la sua squadra nei minuti finali della partita contro il Mirassol; sempre nel 2025 esordisce nelle competizioni per club della CONMEBOL, prendendo parte alla Coppa Libertadores.

## Statistiche

### Presenze e reti nei club
Statistiche aggiornate al 15 giugno 2025.
| Stagione        | Squadra         | Campionato      | Campionato | Campionato | Coppe nazionali | Coppe nazionali | Coppe nazionali | Coppe continentali | Coppe continentali | Coppe continentali | Altre coppe | Altre coppe | Altre coppe | Totale | Totale | Totale |
| Stagione        | Squadra         | Comp            | Pres       | Reti       | Comp            | Pres            | Reti            | Comp               | Pres               | Reti               | Comp        | Pres        | Reti        | Pres   | Reti   |        |
| --------------- | --------------- | --------------- | ---------- | ---------- | --------------- | --------------- | --------------- | ------------------ | ------------------ | ------------------ | ----------- | ----------- | ----------- | ------ | ------ | ------ |
| 2025            | Palmeiras       | A1/SP+A         | 9+6        | 1+1        | CB              | 1               | 0               | CL                 | 4                  | 0                  | Cmc         | 1           | 0           | 21     | 2      |        |
| Totale carriera | Totale carriera | Totale carriera | 15         | 2          |                 | 1               | 0               |                    | 4                  | 0                  |             | 1           | 0           | 21     | 2      |        |

## Palmarès

### Club

#### Competizioni giovanili
- Copa São Paulo de Futebol Júnior: 1

Palmeiras: 2023